# Aelita Jurtschenko
Aelita Jurtschenko (ukrainisch Аеліта Юрченко, russisch Аэлита Юрченко, engl. Transkription Aelita Yurchenko; * 1. Januar 1965) ist eine ehemalige ukrainische Leichtathletin, die bis 1992 international für die Sowjetunion startete.
Bei den Leichtathletik-Weltmeisterschaften 1987 in Rom gewann Jurtschenko als Startläuferin in der 4-mal-400-Meter-Staffel gemeinsam mit Olga Nasarowa, Marija Pinigina und Olha Bryshina die Silbermedaille hinter der DDR und vor der US-amerikanischen Mannschaft.
1991 wurde Jurtschenko Sowjetische Hallenmeisterin im 400-Meter-Lauf. Über dieselbe Distanz belegte sie bei den Hallenweltmeisterschaften in Sevilla den vierten Rang. Zudem sicherte sie sich dort als Schlussläuferin in der 4-mal-400-Meter-Staffel um Marina Schmonina, Ljudmyla Dschyhalowa und Margarita Ponomarjowa eine Silbermedaille. Im selben Jahr trat sie bei den Weltmeisterschaften in Tokio über 400 Meter an, schied jedoch wegen einer Verletzung bereits nach der Vorrunde aus. Zwei Jahre später bei den Leichtathletik-Weltmeisterschaften 1993 in Stuttgart erreichte sie, nun für die Ukraine startend, im 400-Meter-Lauf die Halbfinalrunde.

## Bestleistungen
- 400 m: 49,47 s, 4. September 1988, Moskau
  - Halle: 51,59 s, 10. März 1991, Sevilla